# Aborto en España
La interrupción voluntaria del embarazo, o aborto inducido, en España está regulada por la Ley Orgánica 1/2023, de 28 de febrero, por la que se modifica la Ley Orgánica 2/2010, de 3 de marzo, de salud sexual y reproductiva y de la interrupción voluntaria del embarazo. La ley de 2010 había despenalizado la práctica de la interrupción voluntaria del embarazo durante las primeras 14 semanas del embarazo. Una regulación anterior -Ley Orgánica 9/1985-  había despenalizado el aborto en varios supuestos.

## Legislación sobre el aborto inducido en España
En España el aborto inducido referido a la interrupción voluntaria del embarazo ha sido una práctica que no siempre ha estado regulada. El Código Penal Español de 1822 en sus artículos 639 y 640 establecía penas de reclusión en distinto grado que podían alcanzar los 14 años para los profesionales que lo facilitaran y de hasta 8 años para las mujeres embarazadas que abortaran.
El aborto inducido ha estado específicamente no penado durante un corto período de la Segunda República Española (1937-) y desde la aprobación de Ley Orgánica 9/1985 -ley de supuestos- y la última Ley 2/2010 -ley de plazos-, leyes que en distinto grado, han despenalizado la práctica del aborto inducido.

### 1936 - Segunda República Española
El 25 de diciembre de 1936, en Cataluña, se legaliza el aborto libre durante las 12 primeras semanas de embarazo mediante decreto firmado por Josep Tarradellas y publicado el 9 de enero de 1937 (Diario Oficial de la Generalidad de Cataluña, núm.9). En la zona leal a la República durante la guerra civil española, siendo ministra de Sanidad la cenetista Federica Montseny (desde noviembre de 1936 a mediados de mayo de 1937) en el gobierno presidido por el socialista Francisco Largo Caballero se despenalizó la práctica del aborto inducido en 1937, pero su vigencia duró muy poco, pues el bando franquista la derogó.

### Ley Orgánica 9/1985
En la Ley Orgánica 9/1985, aprobada el 5 de julio de 1985, se despenalizó el aborto inducido en tres supuestos: riesgo grave para la salud física o mental de la mujer embarazada (supuesto terapéutico), violación (supuesto criminológico) y malformaciones o taras, físicas o psíquicas, en el feto (supuesto eugenésico). De acuerdo con esta ley, la gestante podía interrumpir el embarazo en centros públicos o privados en las primeras 12 semanas en el caso criminológico, en las 22 primeras semanas en el eugenésico, y en cualquier momento del embarazo en el caso terapéutico.
En los supuestos segundo y tercero, se requería un informe médico que certificara el cumplimiento de las condiciones establecidas por la ley; en los casos de violación, era preciso cursar previamente la pertinente denuncia policial. En estos tres supuestos, no era punible el aborto practicado por un médico, o bajo su dirección, en un centro sanitario acreditado para hacer interrupciones voluntarias del embarazo, ya sea público o privado, con el consentimiento expreso de la mujer. En los demás casos, el Código Penal establecía diversas penas de prisión tanto para la mujer embarazada como para los facultativos que practicaran abortos no amparados por la ley.

### Ley Orgánica 2/2010
El 3 de marzo de 2010 se promulgó la Ley Orgánica 2/2010 de salud sexual y reproductiva y de la interrupción voluntaria del embarazo. Esta ley tiene como objeto garantizar los derechos fundamentales en el ámbito de la salud sexual y salud reproductiva establecidos por la Organización Mundial de la Salud (OMS), regular las condiciones de la interrupción voluntaria del embarazo y establecer las correspondientes obligaciones de los poderes públicos. La ley entró en vigor el 5 de julio de 2010.
En su Título II, artículos 13 y 14, se concreta la despenalización de la práctica del aborto inducido durante las primeras 14 semanas del embarazo. Durante este tiempo, la mujer podrá tomar una decisión libre e informada sobre la interrupción de su embarazo. No habrá intervención de terceros en la decisión.
En su artículo 15 señala que el plazo de posibilidad de interrupción voluntaria del embarazo aumenta hasta la semana 22 en casos de «graves riesgos para la vida o la salud de la madre o el feto». A partir de la vigésima segunda semana, solo podrá interrumpirse el embarazo en dos supuestos: que «se detecten anomalías en el feto incompatibles con la vida» o que «se detecte en el feto una enfermedad extremadamente grave e incurable en el momento del diagnóstico y así lo confirme un comité clínico». En caso de riesgo para la vida o la salud de la gestante, luego de la semana 22 el equipo médico deberá inducir al parto obligatoriamente.

#### Artículos 13 y 14 del Título II de la Ley 2/2010
Artículo 13. Requisitos comunes.

Son requisitos necesarios de la interrupción voluntaria del embarazo:

Primero.–Que se practique por un médico especialista o bajo su dirección.

Segundo.–Que se lleve a cabo en centro sanitario público o privado acreditado.

Tercero.–Que se realice con el consentimiento expreso y por escrito de la mujer embarazada o, en su caso, del representante legal, de conformidad con lo establecido en la Ley 41/2002, Básica Reguladora de la Autonomía del Paciente y de Derechos y Obligaciones en materia de información y documentación clínica.

Podrá prescindirse del consentimiento expreso en el supuesto previsto en el artículo 9.2.b) de la referida Ley.
((Cuarto.–En el caso de las mujeres de 16 y 17 años, el consentimiento para la interrupción voluntaria del embarazo les corresponde exclusivamente a ellas de acuerdo con el régimen general aplicable a las mujeres mayores de edad.
Al menos uno de los representantes legales, padre o madre, personas con patria potestad o tutores de las mujeres comprendidas en esas edades deberá ser informado de la decisión de la mujer.
Se prescindirá de esta información cuando la menor alegue fundadamente que esto le provocará un conflicto grave, manifestado en el peligro cierto de violencia intrafamiliar, amenazas, coacciones, malos tratos, o se produzca una situación de desarraigo o desamparo.)) Este punto cuarto punto fue eliminado por el Gobierno de Rajoy en 2015.

Artículo 14. Interrupción del embarazo a petición de la mujer.

Podrá interrumpirse el embarazo dentro de las primeras catorce semanas de gestación a petición de la embarazada, siempre que concurran los requisitos siguientes:

a) Que se haya informado a la mujer embarazada sobre los derechos, prestaciones y ayudas públicas de apoyo a la maternidad, en los términos que se establecen en los apartados 2 y 4 del artículo 17 de esta Ley.

b) Que haya transcurrido un plazo de al menos tres días, desde la información mencionada en el párrafo anterior y la realización de la intervención.

#### Proceso de aprobación de la ley 2/2010
En 2009 se tramitó la reforma de la ley de 1985 que regulaba la interrupción voluntaria del embarazo en tres supuestos delimitados por una nueva ley en la que se permitiría, en cualquier circunstancia, durante las 14 primeras semanas de gestación, y, hasta la semana 22, en caso de que exista grave riesgo para la vida o la salud de la embarazada o riesgo de graves anomalías para el feto. En caso de que se detecten anomalías fetales incompatibles con la vida no hay límite temporal para abortar. La nueva ley permitirá también a las jóvenes de 16 y 17 abortar sin necesitar la autorización de sus padres.
Esta reforma, apoyada por el Partido Socialista Obrero Español y avalada por el Consejo de Estado, recibió críticas del Partido Popular, de la Iglesia católica y de grupos antiabortistas.
La Ley 2/2010 de salud sexual y reproductiva y de la interrupción voluntaria del embarazo finalmente fue aprobada por 184 votos a favor, 158 en contra y una abstención. Apoyaron la ley el PSOE, partido en el Gobierno de España presidido por José Luis Rodríguez Zapatero, con la Ministra de Igualdad Bibiana Aído. Los partidos que apoyaron al Gobierno fueron el PNV, ERC, IU, ICV, BNG, NaBai y dos diputados de CiU.
El Partido Popular fue el único partido que se opuso en bloque a la aprobación de la nueva ley. También se opusieron algunos miembros de otros partidos como Coalición Canaria, UPN, UPyD y siete diputados de CiU. Fuera del parlamento, organizaciones de la sociedad civil también mostraron su rechazo: representantes de la Conferencia Episcopal Española de la Iglesia católica, asociaciones provida y el Instituto de Política Familiar (IPF). En 2008 un sondeo sobre la juventud española realizado por el Centro de Investigaciones Sociológicas por encargo del Instituto de la Juventud indicó que un 55% de los jóvenes consideraba que era únicamente la mujer la que debía decidir sobre el tema; uno de cada cuatro consideraba que la sociedad debe poner ciertos límites; mientras que un 16% se manifiestaba en contra del aborto en todos los casos.

### 2015 - Reforma de la ley de 2010 por el gobierno popular de Mariano Rajoy
En junio de 2010, el Partido Popular presentó un recurso contra varios preceptos de la ley ante el Tribunal Constitucional. En el programa electoral para las elecciones generales celebradas el 20 de noviembre de 2011 el Partido Popular incluía la modificación de la ley del aborto. El 9 de febrero de 2023 el tribunal desestimó el recurso.
Alberto Ruiz Gallardón, Ministro de Justicia del gobierno del Partido Popular presidido por Mariano Rajoy anunció en su primera comparecencia parlamentaria en enero de 2012, poco después de haber tomado posesión de su cargo, su intención de reformar la Ley del Aborto aprobada por el Gobierno socialista de Rodríguez Zapatero (Gobierno Zapatero II), que era una ley de plazos como la existente en la mayoría de los países europeos pero que fue muy contestada por la Iglesia católica y por el propio Partido Popular (especialmente en el tema de que las menores entre 16 y 18 años pudieran abortar aunque no tuvieran el consentimiento de sus padres), para volver al modelo de la ley de 1985, en la que las mujeres tenían que alegar motivos para justificar su decisión. El anteproyecto de Ley de Protección de la Vida del Concebido y los Derechos de la Mujer Embarazada, entre otras cosas, también cambiarían en esta reforma legal, como el paso del método de los plazos al de los supuestos, o la necesidad de informe médico para poder interrumpir el embarazo. Como protesta por el proyecto de reforma el 1 de febrero de 2014 se organizó en Madrid una masiva manifestación que se denominó El tren de la Libertad.
El 23 de septiembre de 2014, el ministro de Justicia Alberto Ruiz Gallardón anuncia su dimisión como Ministro tras la retirada del proyecto de Ley del Aborto por parte del ejecutivo de Mariano Rajoy.
En 2015 el PP aprobó que las menores de edad de 16 y 17 años necesitaran permiso paterno para poder abortar. Esta regulación estuvo vigente hasta marzo de 2023.

### 2022 - Reforma la Ley de 2010: ampliación de derechos y eliminación de trabas
En febrero de 2023 fue aprobada la Ley Orgánica 1/2023, de 28 de febrero, por la que se modifica la Ley Orgánica 2/2010, de 3 de marzo, de salud sexual y reproductiva y de la interrupción voluntaria del embarazo que reforma la anterior eliminando la obligación de que las jóvenes de 16 y 17 años cuenten con el permiso paterno para abortar, aborda la salud menstrual, suprime los tres días "de reflexión" y estipula la creación de registros de objetores de conciencia con el objetivo de que las intervenciones sean asumidas mayoritariamente en centros de la sanidad pública.

### 2023 - Sentencia del Tribunal Constitucional sobre constitucionalidad de la ley de 2010
Mediante sentencia del 9 de febrero de 2023, el Tribunal Constitucional declaró constitucional la Ley Orgánica 2/2010, resolviendo así el recurso que el Partido Popular interpuso trece años atrás. Se falló con siete votos a favor y cuatro en contra. Era en aquel tiempo el presidente del Tribunal Cándido Conde-Pumpido. El Tribunal debatió la ponencia del magistrado Enrique Arnaldo que, aunque validaba la ley de plazos, declaraba inconstitucional un artículo, el relativo al de la información dada a la gestante, que consideraba insuficiente. La mayoría del Pleno votó en contra por no estar de acuerdo con las conclusiones, mientras que la magistrada Concepción Espejel Jorquera votó en contra de la ponencia de Arnaldo por considerar inconstitucional el sistema de plazos. El día anterior, 8 de febrero, el Pleno del Tribunal había rechazado las recusaciones contra los magistrados Cándido Conde-Pumpido (fiscal general del Estado que avaló la ley durante su mandato), Juan Carlos Campo (secretario de Estado de Justicia cuando se aprobó la ley), Inmaculada Montalbán y Concepción Espejel (ambas vocales del CGPJ que mostraron su postura cuando se aprobó la ley) por «falta de legitimación» de los recurrentes, un grupo de diputados y exdiputados del Partido Popular.

## Número de abortos en España
En el año 2009 el número de abortos fue de 112 000, unos 4000 menos que el año anterior (115 812) siendo  la primera vez que desciende desde 1997. Según Trinidad Jiménez, entonces ministra de Sanidad y Política Social de España, el descenso se debió a la venta sin receta médica en las farmacias de la llamada píldora del día después, que fue liberalizada a finales de septiembre de 2009.
En España la evolución del número de abortos, según las estadísticas del Ministerio de Sanidad, es la siguiente:
| Año  | Clínicas | Número de casos | Tasa por 1000 mujeres |
| ---- | -------- | --------------- | --------------------- |
| 1986 |          | 411             | 0,05                  |
| 1987 |          | 16 206          | 1,96                  |
| 1988 |          | 26 069          | 3,11                  |
| 1989 |          | 30 552          | 3,61                  |
| 1990 |          | 37 231          | 4,35                  |
| 1991 |          | 41 910          | 4,79                  |
| 1992 |          | 44 962          | 5,10                  |
| 1993 |          | 45 503          | 5,15                  |
| 1994 |          | 47 832          | 5,38                  |
| 1995 |          | 49 367          | 5,53                  |
| 1996 |          | 51 002          | 5,69                  |
| 1997 |          | 49 578          | 5,52                  |
| 1998 | 117      | 53 847          | 6,00                  |
| 1999 | 123      | 58.399          | 6,52                  |
| 2000 | 121      | 63 756          | 7,14                  |
| 2001 | 121      | 69 857          | 7,66                  |
| 2002 | 124      | 77 125          | 8,46                  |
| 2003 | 128      | 79 788          | 8,77                  |
| 2004 | 133      | 84 985          | 8,94                  |
| 2005 | 134      | 91 664          | 9,60                  |
| 2006 | 135      | 101.592         | 10,62                 |
| 2007 | 137      | 112 138         | 11,49                 |
| 2008 | 137      | 115 812         | 11,78                 |
| 2009 | 141      | 111 482         | 11,41                 |
| 2010 | 146      | 113 031         | 11,71                 |
| 2011 | 173      | 118 359         | 12,47                 |
| 2012 | 189      | 112 390         | 12,12                 |
| 2013 | 198      | 108 690         | 11,74                 |
| 2014 | 191      | 94 796          | 10,46                 |
| 2015 | 200      | 94 188          | 10,40                 |
| 2016 | 201      | 93 131          | 10,36                 |
| 2017 | 212      | 94 123          | 10,51                 |
| 2018 | 211      | 95 917          | 11,1                  |
| 2019 | 211      | 99 149          | 11,53                 |
| 2020 | 207      | 88.269          | 10,33                 |
| 2021 | 210      | 90.189          | 10,70                 |
| 2022 | 210      | 98.316          | 11,68                 |

Los datos estadísticos anuales se pueden consultar en: Número de abortos realizados. Tasas por 1.000 mujeres entre 15 y 44 años. Total Nacional
En 2020, el 90% de los abortos inducidos fueron a petición de la gestante, el 6% por riesgo para la salud de la gestante y el 4% por anomalías en el feto.

### Abortos con medicamentos y quirúrgicos en España
El aborto inducido o interrupción del embarazo no deseado se puede realizar mediante dos procedimientos:
- Aborto con medicamentos o químico - Mediante fármacos o medicamentos como la mifepristona y el misoprostol.
- Aborto quirúrgico - Intervención clínica u hospitalaria: aspiración, dilatación y curetaje, legrado.

En Europa la utilización del aborto con medicamentos es, en general, amplia, aunque su uso es desigual según los países; así, en Portugal supone el 67 % de las IVE (interrupción voluntaria del embarazo), en Francia el 49 %; en Inglaterra y Gales el 40 %, en Escocia y Finlandia el 70 %. En España solamente el 4 %, en Italia menos del 4 %, ya que comenzó la comercialización de la mifepristona en diciembre de 2009.

## Debate sobre el aborto
Para autores como Ibáñez y García-Velasco, la prohibición y penalización del aborto inducido no impediría que se siguieran realizando alrededor de 100 000 abortos al año -cifra que se alcanzó en 2006 en España-. Desde este punto de vista, la penalización no resolvería el problema, ya que la clandestinidad contribuiría decisivamente en la muerte de mujeres a las que se practica el aborto en condiciones de ilegalidad e inseguridad jurídica y sanitaria —en el año 1976, según datos del Tribunal Supremo, entre 200 y 400 mujeres murieron por abortos clandestinos—.
Además, según argumentan los defensores del aborto inducido legal, el problema de la clandestinidad afecta fundamentalmente a las mujeres pobres o con menos recursos económicos ya que las mujeres en mejor posición social habrían recurrido al conocido como turismo abortivo -viajes a otros países para practicar allí el aborto inducido-.
Atendiendo al punto de vista de los que se presentan como contrarios al aborto inducido, los argumentos que se ofrecen para su ilegalización son, entre otros, que se trata de una práctica criminal y asesina.
En ambos casos, prácticamente todos los españoles consultados, se han mostrado a favor de que la sociedad tome conciencia sobre el aborto inducido, así como de la necesidad de que el Estado regule su intervención.

### Manifiesto de Madrid

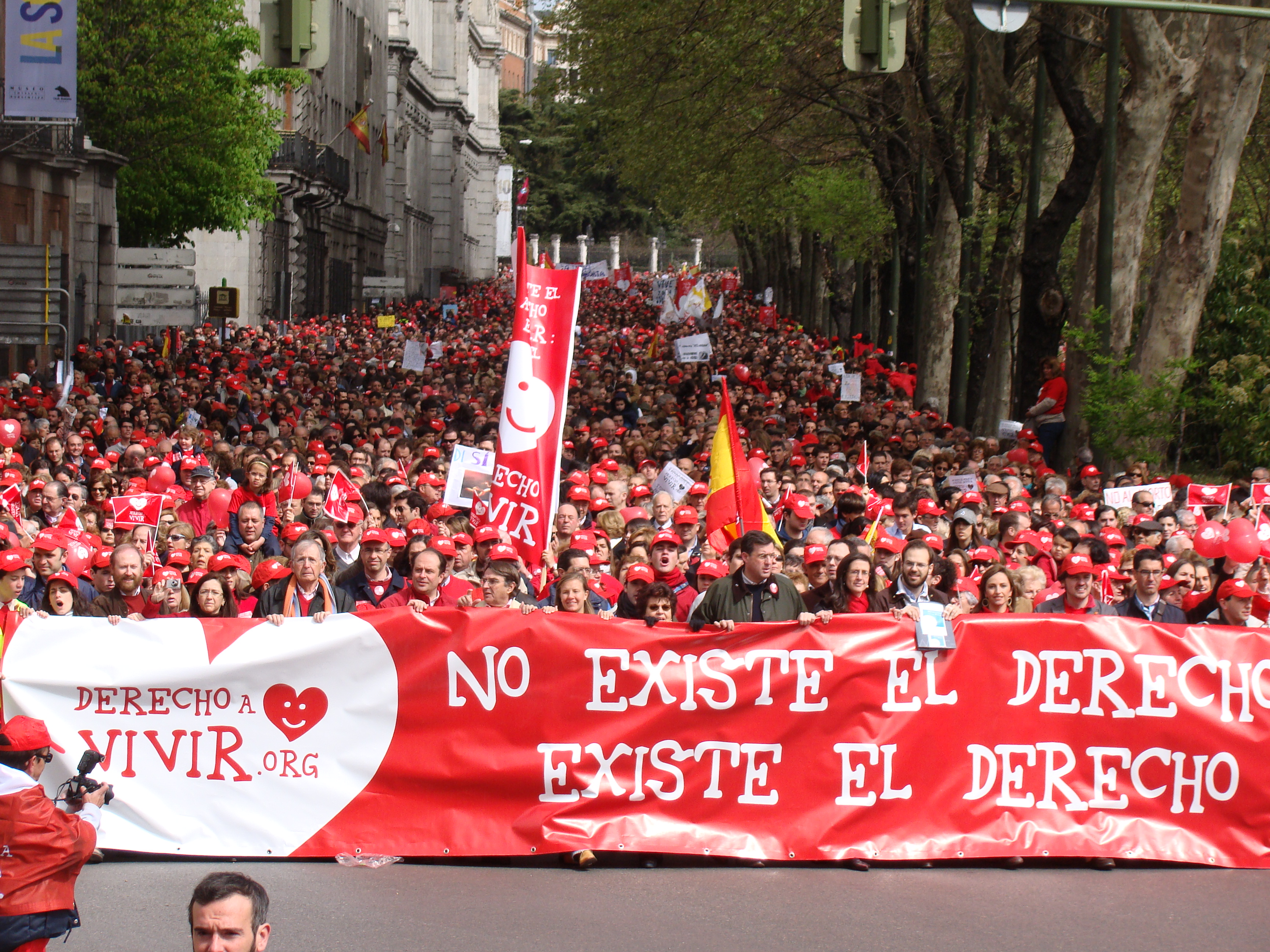
Marcha por la Vida de Madrid. 2009

El 18 de marzo de 2009 la asociación HazteOir.org presentó el llamado manifiesto de Madrid o declaración de Madrid, un documento firmado por un grupo de más de mil intelectuales contrarios a la reforma de la legislación española en lo relativo al aborto impulsada por el Gobierno de José Luis Rodríguez Zapatero. La premisa básica que defendió el manifiesto es que "existe sobrada evidencia científica de que la vida empieza con la fecundación" y que "el cigoto es la primera realidad del ser humano".
En abril de 2009, el Real e Ilustre Colegio Oficial de Médicos de Sevilla se adhirió al manifiesto. Ese mismo mes fueron recibidos por la ministra de igualdad, en representación de los firmantes del Manifiesto, César Nombela, catedrático de Microbiología, y Nicolás Jouve, catedrático de Genética.
La llamada Declaración suscitó un contramanifiesto a finales de marzo de 2009, escrito por Ginés Morata y titulado «En contra de la utilización ideológica de los hechos científicos» en el que se critica el repetido uso del término «científico» para referirse a asuntos que, según los firmantes, no pertenecen al ámbito de la ciencia.